# ویدلاین جوناتاس
ویدلاین جوناتاس (انگلیسی: Wadeline Jonathas؛ زادهٔ ۱۹ فوریهٔ ۱۹۹۸) دونده زن اهل ایالات متحده آمریکا است.